# Bandiera di Tenerife

Bandiera di Tenerife

La bandiera dell'isola di Tenerife (Isole Canarie, Spagna) è costituita da una croce bianca su sfondo blu. Il colore blu rappresenta il mare ed il bianco rappresenta la neve bianca che copre il Teide in inverno.
La bandiera di Tenerife ha la sua origine nella bandiera della provincia marittima delle Isole Canarie, creata nel 1845. In seguito, è stata dichiarata come la bandiera della provincia marittima di Tenerife, che sarà, poi, adottata come bandiera dell'isola di Tenerife.
La bandiera di Tenerife è molto simile alla bandiera scozzese, tranne per il fatto che la prima ha una tonalità più scura del blu e le proporzioni sono differenti.